# 甘肃槭
甘肃槭（学名：Acer mandshuricum sp. kansuense）为槭树科槭属下的一个亚种。

## 扩展阅读
- 維基物種上的相關：甘肃槭